# Ars-sur-Formans
Ars-sur-Formans là một xã ở tỉnh Ain, vùng Auvergne-Rhône-Alpes thuộc miền đông nước Pháp.